# Provincia di Tata
La provincia di Tata è una delle province del Marocco, parte della Regione di Souss-Massa.

## Geografia antropica

### Suddivisioni amministrative
La provincia di Tata conta 4 municipalità e 16 comuni:

#### Municipalità
- Akka
- Fam El Hisn
- Foum Zguid
- Tata

#### Comuni
- Adis
- Aguinane
- Ait Ouabelli
- Akka Ighane
- Allougoum
- Ibn Yacoub
- Issafen
- Kasbat Sidi Abdellah Ben M'Barek

- Oum El Guerdane
- Tagmout
- Tamanarte
- Tigzmerte
- Tissint
- Tizaghte
- Tizounine
- Tlite